# Cáo quần đảo Falkland
Cáo quần đảo Falkland hay Sói quần đảo Falkland (danh pháp hai phần: Dusicyon australis) là loài cáo bản địa quần đảo Falkland, loài động vật có vú duy nhất bản địa tại quần đảo này. Loài này đã tuyệt chủng trên đảo Tây Falkland năm 1876, là loài canidae đầu tiên được biết đến đã tuyệt chủng trong lịch sử.
Theo truyền thống, người ta kiến nghị rằng chi có quan hệ gần gũi nhất là Lycalopex, bao gồm Culpeo, được du nhập vào quần đảo Falkland thời hiện đại. Tuy nhiên, trong năm 2009, các phân tích DNA nhánh đã xác định loài có quan hệ gần nhất với cáo đảo Falkland là Chrysocyon brachyurus), một loài chó Nam Mỹ chân dài bất thường, giống như cáo, từ đó nó tách ra khoảng 6,7 triệu năm trước.
Cáo quần đảo Falkland đã sinh sống cả ở Tây và Đông Falkland, nhưng Charles Darwin đã không chắc chắn liệu chúng có phải là các biến thể riêng hay không. Lông màu hung. Mũi đuôi màu trắng. Không rõ loài cáo này từng ăn gì, nhưng do không có loài gặm nhấm bản địa trên quần đảo Falkland, cáo quần đảo Falkland có thể đã ăn những loài chim làm tổ trên mặt đất như thiên nga và chim cánh cụt, ngoài ra ăn côn trùng và xác thối. Đôi khi người ta cho rằng loài này đã sống trong hang.